# هيلي هاتريد
أنجيل كاثرين ريس (بالإنجليزية: Hailey Hatred)‏ (معروفة أكثر باسم الحلبة هيلي الكراهية) هي مصارعة أمريكية متقاعدة، ولدت في 4 نوفمبر 1983 في كولومبس، أوهايو، الولايات المتحدة. ظهرت لأول مرة في يوليو 2002، وقد عملت لعدة سنوات في العديد من العروض الترويجية في كل من الولايات المتحدة والمكسيك، قبل الانتقال إلى اليابان في أواخر عام 2010.